# Cantonul Dompaire
Cantonul Dompaire este un canton din arondismentul Épinal, departamentul Vosges, regiunea Lorena, Franța.

## Comune
- Les Ableuvenettes
- Ahéville
- Bainville-aux-Saules
- Bazegney
- Begnécourt
- Bettegney-Saint-Brice
- Bocquegney
- Bouxières-aux-Bois
- Bouzemont
- Circourt
- Damas-et-Bettegney
- Derbamont
- Dompaire (reședință)
- Gelvécourt-et-Adompt
- Gorhey
- Gugney-aux-Aulx
- Hagécourt
- Harol
- Hennecourt
- Jorxey
- Légéville-et-Bonfays
- Madegney
- Madonne-et-Lamerey
- Maroncourt
- Racécourt
- Regney
- Saint-Vallier
- Vaubexy
- Velotte-et-Tatignécourt
- Ville-sur-Illon

Les Ableuvenettes[*],Ahéville[*],Bainville-aux-Saules[*],Bazegney[*],Begnécourt[*],Bettegney-Saint-Brice[*],Bocquegney[*],Bouxières-aux-Bois[*],Bouzemont[*],Circourt[*],Damas-et-Bettegney[*],Derbamont[*],Dompaire[*],Gelvécourt-et-Adompt[*],Gorhey[*],Gugney-aux-Aulx[*],Hagécourt[*],Harol[*],Hennecourt[*],Jorxey[*],Légéville-et-Bonfays[*],Madegney[*],Madonne-et-Lamerey[*],Maroncourt[*],Racécourt[*],Regney[*],Saint-Vallier[*],Vaubexy[*],Velotte-et-Tatignécourt[*],Ville-sur-Illon[*]